# Kraina Wielkich Marzeń
Kraina wielkich marzeń (ang. The Great Land of Small, fr. C'est pas parce qu'on est petit qu'on peut pas être grand!) – kanadyjski film familijny z 1986 roku w reżyserii Vojtěcha Jasnego. Zdjęcia kręcono w Quebecu.

## Obsada
- Michael J. Anderson jako Fritz i Król
- Karen Elkin jako Jenny
- Michael Blouin jako David
- Ken Roberts jako Flannigan i Munch
- Rodrigue Tremblay jako Mimmick

## Nagrody
- 1988: Genie Award:
  - Nominacja w kategorii: Najlepsze osiągnięcie w projektowaniu kostiumów (Michèle Hamel)
  - Nominacja w kategorii: Najlepsze osiągnięcie w muzyce - oryginalna piosenka (Guy Trépanier)
  - Nominacja w kategorii: Najlepsze osiągnięcie w dziedzinie kinematografii (Michel Brault)
  - Nominacja w kategorii: Najlepsze osiągnięcie w kierownictwie artystycznym / scenografii (Violette Daneau)

## Wersja polska
Wersja wydana na kasetach VHS z angielskim dubbingiem i polskim lektorem.
- Dystrybucja: Vision[1]